# Anna Caterina del Brandeburgo
Anna Caterina di Brandeburgo (26 giugno 1575 – 8 aprile 1612) fu una principessa del Brandeburgo e regina consorte di Danimarca e Norvegia dal 1597 al 1612.

## Biografia
Era figlia di Gioacchino III Federico di Brandeburgo principe elettore del Brandeburgo e di Caterina di Brandeburgo-Küstrin, figlia di Giovanni di Brandeburgo-Küstrin e di Caterina di Brunswick-Wolfenbüttel.
Sposò a Copenaghen il 27 novembre 1597 Cristiano IV di Danimarca, che era divenuto re di Danimarca con la morte del padre Federico II di Danimarca nel 1588, divenendo regina di Danimarca. Le nozze avvennero nel castello di Haderslevhus.
Il matrimonio sanciva l'alleanza tra Brandeburgo e Danimarca. Anna Caterina tuttavia, durante i quindici anni di matrimonio, non esercitò una grande influenza politica presso il marito ma spesso lo accompagnava nei suoi viaggi.
Quando era ancora in vita la regina, venne iniziata la costruzione del castello di Rosenborg.
Anna Caterina morì nel 1612 e fu sepolta nella cattedrale di Roskilde; suo marito si risposò morganaticamente con Kirsten Munk dalla quale ebbe altri dieci figli e dalla quale divorziò nel 1630.

## Discendenza
Anna Caterina diede alla luce sei figli:
- Federico (Frederiksborg, 15 agosto 1599-Roskilde, 9 settembre 1599);
- Cristiano (Copenaghen, 10 aprile 1603-Dresda, 2 giugno 1647), che sposò Maddalena Sibilla di Sassonia;
- Sofia (Kronborg, 4 gennaio 1605-Copenaghen, 7 settembre 1605);
- Elisabetta (Copenaghen, 13 marzo 1606-Skanderborg, 24 ottobre 1608);
- Federico III (Haderslevhus, 18 marzo 1609-Copenaghen, 9 febbraio 1670) che sposò Sofia Amelia di Brunswick e Lüneburg;
- Ulrico (Frederiksborg, 2 febbraio 1611-Schweidnitz, 12 agosto 1633).

## Ascendenza
|                                    |                             |                                | Genitori                          |  |  | Nonni |  |  | Bisnonni                     |  |  | Trisnonni                   |  |
|                                    |                             |                                |                                   |  |  |       |  |  | Gioacchino II di Brandeburgo |  |  | Gioacchino I di Brandeburgo |  |
|                                    |                             |                                |                                   |  |  |       |  |  | Gioacchino II di Brandeburgo |  |  | Gioacchino I di Brandeburgo |  |
|                                    |                             | Elisabetta di Danimarca        |                                   |  |  |       |  |  | Gioacchino II di Brandeburgo |  |  |                             |  |
| Giovanni Giorgio di Brandeburgo    |                             |                                |                                   |  |  |       |  |  | Gioacchino II di Brandeburgo |  |  |                             |  |
|                                    |                             | Maddalena di Sassonia          | Giorgio di Sassonia               |  |  |       |  |  |                              |  |  |                             |  |
|                                    |                             | Maddalena di Sassonia          | Giorgio di Sassonia               |  |  |       |  |  |                              |  |  |                             |  |
|                                    |                             | Maddalena di Sassonia          | Barbara Jagellona                 |  |  |       |  |  |                              |  |  |                             |  |
| Gioacchino Federico di Brandeburgo |                             | Maddalena di Sassonia          |                                   |  |  |       |  |  |                              |  |  |                             |  |
|                                    |                             | Federico II di Legnica         | Federico I di Legnica             |  |  |       |  |  |                              |  |  |                             |  |
|                                    |                             | Federico II di Legnica         | Federico I di Legnica             |  |  |       |  |  |                              |  |  |                             |  |
|                                    |                             | Federico II di Legnica         | Ludmilla di Podebrad              |  |  |       |  |  |                              |  |  |                             |  |
| Sofia di Legnica                   |                             | Federico II di Legnica         |                                   |  |  |       |  |  |                              |  |  |                             |  |
|                                    |                             | Sofia di Brandeburgo-Ansbach   | Federico I di Brandeburgo-Ansbach |  |  |       |  |  |                              |  |  |                             |  |
|                                    |                             | Sofia di Brandeburgo-Ansbach   | Federico I di Brandeburgo-Ansbach |  |  |       |  |  |                              |  |  |                             |  |
|                                    |                             | Sofia di Brandeburgo-Ansbach   | Sofia di Polonia                  |  |  |       |  |  |                              |  |  |                             |  |
| Anna Caterina del Brandeburgo      |                             | Sofia di Brandeburgo-Ansbach   |                                   |  |  |       |  |  |                              |  |  |                             |  |
|                                    | Gioacchino I di Brandeburgo | Giovanni I di Brandeburgo      |                                   |  |  |       |  |  |                              |  |  |                             |  |
|                                    | Gioacchino I di Brandeburgo | Giovanni I di Brandeburgo      |                                   |  |  |       |  |  |                              |  |  |                             |  |
|                                    | Gioacchino I di Brandeburgo | Margherita di Sassonia         |                                   |  |  |       |  |  |                              |  |  |                             |  |
| Giovanni di Brandeburgo-Küstrin    | Gioacchino I di Brandeburgo |                                |                                   |  |  |       |  |  |                              |  |  |                             |  |
|                                    |                             | Elisabetta di Danimarca        | Giovanni di Danimarca             |  |  |       |  |  |                              |  |  |                             |  |
|                                    |                             | Elisabetta di Danimarca        | Giovanni di Danimarca             |  |  |       |  |  |                              |  |  |                             |  |
|                                    |                             | Elisabetta di Danimarca        | Cristina di Sassonia              |  |  |       |  |  |                              |  |  |                             |  |
| Caterina di Brandeburgo-Küstrin    |                             | Elisabetta di Danimarca        |                                   |  |  |       |  |  |                              |  |  |                             |  |
|                                    |                             | Enrico V di Brunswick-Lüneburg | Enrico IV di Brunswick-Lüneburg   |  |  |       |  |  |                              |  |  |                             |  |
|                                    |                             | Enrico V di Brunswick-Lüneburg | Enrico IV di Brunswick-Lüneburg   |  |  |       |  |  |                              |  |  |                             |  |
|                                    |                             | Enrico V di Brunswick-Lüneburg | Caterina di Pomerania-Wolgast     |  |  |       |  |  |                              |  |  |                             |  |
| Caterina di Brunswick-Wolfenbüttel |                             | Enrico V di Brunswick-Lüneburg |                                   |  |  |       |  |  |                              |  |  |                             |  |
|                                    |                             | Maria di Württemberg           | Enrico di Württemberg             |  |  |       |  |  |                              |  |  |                             |  |
|                                    |                             | Maria di Württemberg           | Enrico di Württemberg             |  |  |       |  |  |                              |  |  |                             |  |
|                                    |                             | Maria di Württemberg           | Eva di Salm                       |  |  |       |  |  |                              |  |  |                             |  |
|                                    |                             | Maria di Württemberg           |                                   |  |  |       |  |  |                              |  |  |                             |  |